# HD 75171
HD 75171 är en vit stjärna i huvudserien i Flygfiskens stjärnbild..
Stjärnan har visuell magnitud +6,02 och är svagt synlig för blotta ögat vid god seeing.